# Fleczer
Fleczer – materiał stosowany w stomatologii, który pełni funkcję tymczasowego wypełnienia ubytków zęba.